# William Forbes Gatacre
Sir William Forbes Gatacre (Stirling közelében, 1843. december 3. – Abesszínia, 1906. január 18.) az angol hadseregben 1862 és 1906 között szolgált katona.

## Élete
1843. december 3-án született Stirling közelében. Katonai tanulmányait a Sandhursti Királyi Katonai Akadémián végezte. A hadsereg kötelékéhez 1862-től tartozott. 1889-ben Burmában szolgált. 1895-ben részt vett egy dandár élén a Chitral hadjáratban. Harcolt a Mahdi-felkelésben is, ahol több fontosabb csatában és ütközetben is részt vett, mint 1896-ban, a kartúmi csatában.
A háború utolsó nagy csatájában, az omdurmani csatában is részt vett katonáival. Miután kitört a második búr háború 1898-ban, megkapta a 3. brit hadosztály fölötti parancsnokságot. 1899. december 10-én ő vezette a harcba a brit erőket, a stormbegi csatában, ahol hosszú küzdelem után végül a búr katonák kerekedtek felül és legyőzték az angolokat. A csatában 135 angol katona vesztette életét. Gatacre mindig is keményen bánt embereivel, ennek ellenére emberei szerették őt. 1906-ban halt meg Abesszíniában. Életéről Lady Gatacre írt könyvet halála után négy évvel, 1910-ben.